# Troy Elder
Troy Elder (Bunbury, 15 oktober 1977) is een Australisch voormalig hockeyer.
Elder speelde voor de Australische hockeyploeg op de Olympische Spelen van 2000 en 2004. Met The Kookaburras won hij alleen brons op de Spelen van 2000 in eigen land en goud in Athene in 2004. 
Met landgenoten als Jay Stacy en Michael Brennan speelde Elder jarenlang bij Oranje Zwart in Eindhoven. 
Elder bleef Oranje Zwart tijdens de play offs in 2005 trouw, in tegenstelling tot andere internationals die zich wel aansloten bij de nationale ploeg. Hij won vervolgens met de Eindhovense club het landskampioenschap. Door deze actie werd hij een jaar geschorst door de Australische bond. In 2006 vertrok Elder uit Eindhoven.
Elder is van beroep loodgieter. Daarnaast houdt hij zich bezig met surfen en vissen.